# 杰诺尼
杰诺尼（義大利語：Genoni），是意大利撒丁大区南撒丁省的一个市镇。总面积43.89平方公里，人口919人，人口密度20.9人/平方公里（2009年）。ISTAT代码为095081。